# سارا كالدويل
سارا كالدويل (بالإنجليزية: Sara Caldwell)‏ هي كاتبة سيناريو أمريكية، ولدت في 1961.

## وصلات خارجية
- سارا كالدويل على موقع IMDb (الإنجليزية)
- سارا كالدويل على موقع قاعدة بيانات الفيلم (الإنجليزية)